# Rio Dinha
O Rio Dinha é um rio português, afluente da margem direita do rio Dão. Nasce a norte da aldeia de Covas, na freguesia de Fornelo do Monte, município de Vouzela, distrito de Viseu, aproximadamente à altitude 900,00 m e desagua no rio Dão junto à povoação de Ferreirós do Dão.
No seu percurso predominante de norte para sul, passa por várilas localidades, sendo a maior delas a cidade de Tondela.
Tem uma extensão aproximada a 34 Km e drena uma bacia hidrográfica de 107,70 Km2.

## Principais afluentes
- Ribeira dos Lobos ou de S. Miguel
- Ribeira das Lanças ou da Carrapatosa
- Ribeira da Sabugosinha ou do Lobão
- Ribeira do Paúl
- Ribeira de Espinho ou de Boa Aldeia

## Ligações Externas
- https://aquapolis.com.pt/T/praia-fluvial-rio-dinha/
- https://ve-concept.pt/project/recuperacao-da-frente-ribeirinha-do-rio-dinha-tondela/
- https://alivefm.pt/tondela-foco-de-poluicao-no-rio-dinha-com-origem-desconhecida/
- https://www.cm-tondela.pt/index.php/municipio/noticias/item/4455-assinado-auto-de-consignacao-para-empreitada-de-recuperacao-da-frente-ribeirinha-do-rio-dinha